# Marinko Galič
Marinko Galič (Koper, 22 april 1970) is een voormalig profvoetballer uit Slovenië. Hij speelde als verdediger bij onder meer Apollon Limassol en NK Maribor.

## Interlandcarrière
Onder leiding van bondscoach Zdenko Verdenik maakte Galič zijn debuut voor het Sloveens voetbalelftal op 8 februari 1994 in de vriendschappelijke wedstrijd tegen Georgië (0-1), net als Srečko Katanec, Peter Binkovski en Mladen Rudonja. Galič speelde in totaal 66 interlands voor zijn vaderland in de periode 1994-2002. Hij nam met Slovenië deel aan het EK voetbal 2000 en het WK voetbal 2002.

## Erelijst
NK Maribor
- Sloveens landskampioen

1999, 2000, 2001
- Beker van Slovenië

1994, 1999